# Сокович, Владимир Александрович
Владимир Александрович Соко́вич (1874—1953) — русский и советский учёный, один из основоположников науки об эксплуатации железных дорог; доктор технических наук, профессор.

## Биография
Родился 2 (14) июня 1874 года в Кременчуге Полтавской губернии в дворянской семье. Окончил Киевскую гимназию и Петербургский институт инженеров путей сообщения (1903, с дипломом 1-й степени).
Работал на изыскательских работах на линии Красноуфимск — Курган, затем производителем работ на постройке Омской дороги. С 1912 года — начальник службы движения на Екатерининской железной дороге.
В 1918—1920 годах — управляющий ЮВЖД, в 1920—1922 годах — Владикавказской, 1922—1923 годах — Пермской железной дороги. В 1919—1933 годах состоял членом комитета НКПС по реконструкции.
С 1908 года читал лекции в различных вузах. В 1921 году после защиты диссертации на тему «Вагонное и паровозное хозяйство» присвоено звание профессора. С 1923 года профессор МИИПС. Организатор первого в СССР эксплуатационного факультета, первый его декан и первый заведующий кафедрой «Организация перевозок» (1924—1927).
Основатель эксплуатационного факультета в Тбилисском институте инженеров транспорта и в Военно-транспортной академии (1938—1941).
Ведущий научный сотрудник НИИ транспорта АН СССР, консультант наркомата, затем министерства путей сообщения СССР.
Во время войны был руководителем секции движения и грузовой работы Научно-технического совета (НТС) по восстановлению и развитию железных дорог. Генерал-директор движения III ранга (1943).
Умер в Москве в 1953 году.

## Награды и премии
- Сталинская премия II степени (22 марта 1943) — за многолетние выдающиеся работы в области науки и техники
- орден Ленина
- заслуженный деятель науки и техники РСФСР